# Panopa croizati
Panopa croizati — вид сцинкоподібних ящірок родини сцинкових (Scincidae). Ендемік Венесуели. Вид названий на честь французько-італійського ботаніка Леона Круази.

## Поширення і екологія
Panopa carvalhoi мешкають в горах Серранія-де-Турімікуїре на північному сході Венесуели, в штатах Сукре і Ансоатегі. Вони живуть серед скельних виступів на вершинах гір, порослих вологими тропічними лісами. Зустрічаються на висоті від 1800 до 2400 м над рівнем моря.

## Збереження
МСОП класифікує цей вид як такий, що перебуває на межі зникнення. Panopa croizati загрожує знищення природного середовища.